# Аркадія (Міссурі)
Аркадія (англ. Arcadia) — місто (англ. city) в США, в окрузі Айрон штату Міссурі. Населення — 618 осіб (2020).

## Географія
Аркадія розташована за координатами 37°35′9″ пн. ш. 90°37′46″ зх. д. / 37.58583° пн. ш. 90.62944° зх. д. (37.585879, -90.629496).  За даними Бюро перепису населення США в 2010 році місто мало площу 2,17 км², з яких 2,14 км² — суходіл та 0,03 км² — водойми.

## Демографія
Згідно з переписом 2010 року, у місті мешкало 608 осіб у 293 домогосподарствах у складі 164 родин. Густота населення становила 280 осіб/км².  Було 320 помешкань (147/км²).
Расовий склад населення:
| - 99,0 % — білих - 0,7 % — чорних або афроамериканців - 0,2 % — корінних американців |

До двох чи більше рас належало 0,2 %. Частка іспаномовних становила 1,3 % від усіх жителів.
За віковим діапазоном населення розподілялося таким чином: 19,9 % — особи молодші 18 років, 54,9 % — особи у віці 18—64 років, 25,2 % — особи у віці 65 років та старші. Медіана віку мешканця становила 46,7 року. На 100 осіб жіночої статі у місті припадало 99,3 чоловіків;  на 100 жінок у віці від 18 років та старших — 86,6 чоловіків також старших 18 років.
Середній дохід на одне домашнє господарство  становив 73 872 долари США (медіана — 38 750), а середній дохід на одну сім'ю — 101 558 доларів (медіана — 52 882). За межею бідності перебувало 25,2 % осіб, у тому числі 42,8 % дітей у віці до 18 років та 10,0 % осіб у віці 65 років та старших.
Цивільне працевлаштоване населення становило 322 особи. Основні галузі зайнятості: освіта, охорона здоров'я та соціальна допомога — 32,9 %, виробництво — 23,0 %, науковці, спеціалісти, менеджери — 8,4 %, роздрібна торгівля — 8,1 %.